# Asplenium brevisorum
Asplenium brevisorum là một loài dương xỉ trong họ Aspleniaceae. Loài này được Wall. ex Hook. T. Moore mô tả khoa học đầu tiên năm 1859.